# بريندون أبريل
بريندون أبريل (بالإنجليزية: Brendon April)‏ هو لاعب اتحاد الرغبي جنوب أفريقي، ولد في 20 ديسمبر 1983 في ويلينغتون في نيوزيلندا.